# Nesippus orientalis
Nesippus orientalis är en kräftdjursart som beskrevs av Carl Bartholomäus Heller 1865. Nesippus orientalis ingår i släktet Nesippus och familjen Pandaridae. Inga underarter finns listade i Catalogue of Life.